# Pioneer 2
Pioneer 2 – niedoszła sonda Księżyca. Ostatni ze statków serii Able mających wejść na orbitę Księżyca. Wystrzelony przy udziale US Air Force. Misja nie powiodła się w całości. Statek nie osiągnął docelowej orbity z powodu niewłączenia się trzeciego stopnia rakiety nośnej. Pioneer 2 osiągnął trajektorię balistyczną z maksymalną wysokością 1550 km. Wrócił do atmosfery po 6 godzinach i 52 minutach, nad północno-zachodnią Afryką (28,7° N; 1,9° E). Statek pozyskał małą ilość danych naukowych świadczących o wyższym niż wcześniej zakładano promieniowaniu nad równikowymi szerokościami geograficznymi i o tym, że bliżej Ziemi gęstość występowania mikrometeoroidów jest wyższa niż w odleglejszej przestrzeni kosmicznej.

## Budowa i działanie
Pioneer 2 był bardzo podobny do Pioneera 1. Składał się z dwóch sekcji w kształcie ściętych stożków stykających się szerszą podstawą z płaską sekcją cylindryczną. Cylinder miał średnicę 74 cm. Całkowita wysokość kadłuba sondy wynosiła 76 cm. Wzdłuż osi statku umieszczono silnik rakietowy z 11 kg stałego materiału pędnego. Górna sekcja stożkowa posiadała osiem małych silniczków odrzutowych, które po wyczerpaniu paliwa mogły zostać odrzucone od sondy. Układy napędu zasilały baterie niklowo-kadmowe, baterie srebrowe zasilały system telewizyjny, a pozostałe obwody były zasilane z baterii rtęciowych. Statek był stabilizowany obrotowo (1,8 obr./s).

## Ładunek
Całkowita masa aparatury naukowej Pioneera 2 wynosiła 15,6 kg.
- System telewizyjny STL
- Licznik proporcjonalny
- Komora jonizacyjna
- Detektor mikrometeoroidów
- Magnetometr (do 5 μG)
- Wewnętrzny termistor

Do łączności służyły:
- Nadajnik radiowy 108,06 MHz do nadawania danych (dipol elektryczny – telemetria, 300 mW, dipol magnetyczny – dane z systemu TV; 50 W)
- Odbiornik radiowy 115 MHz do odbioru komend z Ziemi (dipol elektryczny)